# Koválovec
Koválovec je naseljeno mjesto u okrugu Skalica u Trnavskom kraju u Slovačkoj.

## Stanovništvo
| Godina:     | 1993. | 2003. | 2013.   | 2023.   |
| ----------- | ----- | ----- | ------- | ------- |
| Broj ljudi: | 150   | 138   | 140     | 143     |
| Razlika:    |       | -8 %  | +1,44 % | +2,14 % |

| Godina:     | 2022. | 2023.   |
| ----------- | ----- | ------- |
| Broj ljudi: | 137   | 143     |
| Razlika:    |       | +4,37 % |

Prema podacima o broju stanovnika iz 2023. godine naselje je imalo 143 stanovnika.

## Vanjske poveznice
|  | Zajednički poslužitelj ima još gradiva o temi Koválovec |

- Službena stranica naselja (sl.)